# Circle of the Oath
Circle of the Oath – piętnasty album studyjny niemieckiego heavymetalowego gitarzysty Axela Rudiego Pella. Wydawnictwo zostało wydane w marcu 2012 roku nakładem Steamhammer/SPV. 
Nagrania zostały zarejestrowane między listopadem 2011 a styczniem 2012 roku. Perkusja została nagrana w Twilight Hall Studios w Grefrath, a gitara basowa, instrumenty klawiszowe i gitara w Studio 102 w Bochum. Sesja nagraniowa wokali odbyła się w studio Box w Connecticut w USA. 
Jest to ostatnia płyta studyjna nagrana w składzie z perkusistą Mikeiem Terraną, który zakończył z Pellem współpracę w lipcu 2013 roku z powodu problemów z harmonogramem. Jego następcą został Bobby Rondinelli, który w przeszłości grał m.in. z Black Sabbath i Rainbow. Album zajął 16. miejsce na Niemieckiej Liście Przebojów.

## Lista utworów
Opracowane na podstawie materiału źródłowego.
1. "The Guillotine Suite" (utwór instrumentalny) – 1:51
2. "Ghost in the Black" – 4:37
3. "Run With the Wind" – 4:43
4. "Before I Die" – 4:30
5. "Circle of the Oath" – 9:20
6. "Fortunes of War" – 5:19
7. "Bridges to Nowhere" – 7:11
8. "Lived Our Lives Before" – 6:31
9. "Hold On to Your Dreams" – 5:48
10. "World of Confusion (The Masquerade Ball Pt. II)" – 9:22

Muzyka i słowa: Axel Rudi Pell.

## Twórcy
Opracowane na podstawie materiału źródłowego.
| - Volker Krawczak – gitara basowa - Axel Rudi Pell – gitara, produkcja - Mike Terrana – perkusja - Ferdy Doernberg – instrumenty klawiszowe - Johnny Gioeli – śpiew | - Charlie Bauerfeind – produkcja, miksowanie, inżynieria dźwięku - Ulf Horbelt – mastering - Martin McKenna – okładka - Kai Hoffmann – projekt okładki - Stefan Glas – zdjęcia - Birgit Schlag – zdjęcia |

## Notowania
| Kraj       | Pozycja |
| ---------- | ------- |
| Austria    | 55      |
| Szwecja    | 51      |
| Szwajcaria | 30      |
| Niemcy     | 16      |